# Indústries Sabaté - IMSSA TAMSA
L'empresa IMSSA TAMSA, coneguda també com Indústries Sabaté, oberta el 1940 aprox. fins al 1992.
L'edifici d'oficines d'Indústries IMSSA-TAMSA situat a Roquetes (Baix Ebre), és inclòs a l'Inventari del Patrimoni Arquitectònic de Catalunya.
Les sigles IMSSA-TAMSA signifiquen: Industrias de Madera Sabaté S.A - Tecnologias y Acabados de Madera S.A.

## Història de l'empresa

### Història d'IMSSA i TAMSA: Un Imperi de Portes a les Terres de l'Ebre
L'any 1939, al districte de la Raval de Crist, pròxim a Tortosa, Tarragona, va néixer un petit taller fundat per Cándido Sabaté Arasa i els seus fills, Joan i Alberto Sabaté Carles. En aquest modest establiment es fabricaven caixes per a taronges i rodes de fusta per a carruatges. L'activitat era rudimentària, però va marcar el punt de partida d'una història empresarial notable.

### Expansió i transformació
Quan Joan i Alberto Sabaté van assumir la direcció del negoci, el taller va fer un gir significatiu, especialitzant-se en la fabricació de portes de fusta. Aquesta aposta estratègica va portar a la construcció d’una nau industrial i d’unes oficines, establint així els fonaments d’una empresa amb grans perspectives de creixement.
A la dècada de 1970, el petit taller s'havia consolidat com una de les empreses referents del territori. Els germans Sabaté van batejar la companyia amb el nom IMSSA (Industrias de Madera Sabaté Sociedad Anónima) i, més endavant, van fundar una segona societat anomenada TAMSA (Tecnologías en Acabados Sociedad Anónima). Tot i aquestes denominacions oficials, a la regió se les coneixia popularment com a "Portes Sabaté" o "Indústries Sabaté".

### L’èxit empresarial
IMSSA i TAMSA es van posicionar al capdavant de l’economia de les Terres de l’Ebre. Amb el pas del temps, es van construir noves instal·lacions que van arribar a cobrir una superfície útil de 61.447 m² (6,14 hectàrees) i un edifici d’oficines de 2.637 m² amb vuit plantes. Aquest edifici, de 25 metres d’altura, es va convertir en un emblema de l’empresa i un element distintiu del paisatge local.
La fàbrica proveïa portes per a tot Catalunya i Espanya, competint directament amb empreses com Norma (de Sòria) i exportant a països com Alemanya i França. El període comprès entre 1985 i 1990 va ser especialment pròsper gràcies al boom immobiliari de Barcelona, coincidint amb els preparatius dels Jocs Olímpics de 1992.

### La crisi econòmica i el declivi
Tot i l’èxit, la crisi econòmica de 1990 va impactar durament l’empresa. La seva expansió va generar tensions internes, i Joan Sabaté va cedir la direcció executiva als seus descendents, Jordi Sabaté i Adolfo Barreno. Aquesta transició, sumada a les dificultats econòmiques, va provocar una crisi interna que va esdevenir insostenible.
El 1992, després de múltiples intents per salvar l’empresa, Joan i Alberto Sabaté van declarar la fallida, posant fi a més de 50 anys d’activitat empresarial. El tancament va suposar un cop dur per als treballadors, que es van manifestar en front de les residències de la família Sabaté, exigint el pagament dels deutes i la recuperació dels seus llocs de treball.

### Les conseqüències legals
El Ministeri d’Hisenda, els treballadors i altres creditors van unir forces per reclamar els deutes, que ascendien a 13 milions d’euros actualitzats a 2020. El febrer de l’any 2000, els Sabaté i altres membres del consell executiu es van asseure al banc dels acusats del jutjat de Tortosa.
El tribunal va dictar una sentència que ordenava l’embargament dels béns de la família per saldar els deutes, incloent-hi les instal·lacions empresarials, valorades en aproximadament 25 milions d’euros actuals, així com diverses propietats privades, com el conegut Fortí de Tenasses i altres terrenys i finques privades desconegudes.
Amb el tancament d’IMSSA i TAMSA, es va clausurar una etapa de lideratge empresarial a les Terres de l’Ebre. Aquesta història no només marca el final d’un imperi industrial, sinó també el declivi d’una família que durant anys havia estat sinònim d’innovació i prosperitat a la regió.

## La familia Sabaté
Candido Sabaté Arasa va ser el fundador d’una de les empreses més emblemàtiques del sector de la fusta i portes a Tortosa, convertint-se en un referent a les Terres de l’Ebre. Al llarg de dècades, l’empresa va ser dirigida pels seus fills, Joan i Alberto Sabaté, coneguts com "els Sabaté" i considerats part de l’elit burgesa tortosina.
El tancament de l’empresa el 1992 va provocar una forta reacció social. Uns 150 treballadors es van mobilitzar davant les residències familiars dels Sabaté, situades a la carretera de la Simpàtica, a Tortosa. Durant les manifestacions, que es van prolongar durant mesos, es van produir intents d’assalt a les propietats familiars. Els disturbis van ser àmpliament coberts per mitjans com TV3, Canal21 i televisions estatals, que van captar imatges d’enfrontaments i tensions amb la família.
Joan Sabaté, que havia exercit la direcció administrativa de l’empresa, va passar el relleu al seu fill Jordi Sabaté i al seu gendre Adolfo Barreno, marit d’una de les filles de Joan. Quan l’empresa va declarar fallida, Jordi Sabaté i Adolfo Barreno, juntament amb altres membres del consell executiu, van fundar una nova societat anomenada Barinsa, situada a Santa Bàrbara. Aquesta empresa representava una continuïtat reduïda de l’activitat d’IMSSA i TAMSA, passant de la fabricació exclusiva de portes de fusta a un enfocament més generalitzat en productes de fusta per a l’habitatge.
Mentre Joan Sabaté s'encarregava de la direcció administrativa, Alberto Sabaté exercia com a responsable de la planta industrial, supervisant la producció des de l’inici fins al producte final. Tot i tenir un paper clau en l’empresa familiar, Alberto va decidir no involucrar-se en el projecte Barinsa després de la fallida d’IMSSA i TAMSA, donant per acabada la seva trajectòria empresarial.
Alberto Sabaté es va casar amb Maria Cinta Estrany, germana del pintor  César Estrany i  Antonio Estrany, una figura destacada del govern argentí que va ocupar càrrecs com a secretari d’estat, dirigent del ministeri d'economia i membre del consell directiu del banc HSBC. Aquesta connexió familiar va consolidar vincles amb figures rellevants, incloent-hi la princesa de França Diana d’Orleans, amb qui la família va establir una relació de gran amistat i col·laboració empresarial.
Una de les filles d’Alberto i Maria Cinta, Sílvia Sabaté, va destacar com actriu reconeguda de Tortosa, ampliant així el llegat cultural i social de la família.
Amb la fallida d’IMSSA i TAMSA, la família Sabaté va tancar una etapa de més de cinquanta anys d’història empresarial a Tortosa. Tot i que Barinsava representar una nova etapa més modesta, el projecte no va incloure Alberto Sabaté, que va optar per desvincular-se definitivament del món empresarial i centrar-se en altres àmbits personals i familiars.

## Edifici d'oficines IMSSA - TAMSA
L’any 1970 es va construir el nou edifici d’oficines d’Indústries Sabaté, una obra que destacava per la seva singularitat arquitectònica i que va introduir una novetat significativa al paisatge urbà del territori. Amb una alçada notable, aquest edifici es va convertir en un dels més alts de la zona, i encara avui continua sent un referent visual. Situat estratègicament, és clarament visible quan es creua el pont del Mil·lenari de Tortosa en direcció a Roquetes.
L’edifici, destinat a oficines i administració, sobresurt clarament per la seva verticalitat en un entorn predominantment de baixa alçada. Es va dissenyar sobre una planta rectangular que integra dos cossos principals. El cos de l’esquerra compta amb una planta i un pis, mentre que el cos de la dreta inclou una torre de planta quadrada que s'eleva fins a vuit pisos, diferenciant-se amb una altura molt superior. Ambdós cossos presenten cobertes planes, però el cos vertical de la dreta trenca l’harmonia horitzontal amb un impacte visual que el converteix en l’element central de l’edifici.
Un dels aspectes més rellevants de la construcció és l’ús extensiu de fusta, un material que era l’especialitat de l’empresa. Aquest material s'utilitza com a element decoratiu i estructural a les divisions verticals de totes les façanes dels dos cossos. La fusta contrasta amb altres materials emprats, com la pedra artificial i el vidre, que aporten un toc modern i funcional. El recobriment de la torre quadrangular del cos vertical dret combina pedra vidriada, afegint textura i un efecte visual interessant, mentre que altres petits cossos de l’edifici estan dissenyats amb materials complementaris per integrar-se amb harmonia.
A destacar també és l’element horitzontal que sobresurt lleugerament inclinat, utilitzat com a coberta per a l’entrada principal. Aquesta estructura crea una transició visual entre el pla terrestre i la imponent alçada de l’edifici, reforçant l’aspecte modern i innovador del disseny. En conjunt, aquest edifici no només reflecteix la funcionalitat requerida per a les oficines d’Indústries Sabaté, sinó que també simbolitza la visió de l’empresa per integrar tradició i modernitat en la seva arquitectura.